# Jack Salt
Jack Matthew Cooper Salt (ur. 11 lutego 1996 w Londynie) – nowozelandzki koszykarz występujący na pozycjach silnego skrzydłowego lub środkowego, reprezentant kraju, obecnie zawodnik Canterbury Rams.
W 2012 był reprezentantem Nowej Zelandii do lat 17 w siatkówce.
W 2019 rozegrał dwa spotkania ligi letniej NBA w barwach Phoenix Suns.
26 lipca 2019 dołączył do Trefla Sopot. W zespole nie rozegrał jednak żadnego spotkania sezonu zasadniczego, ponieważ nie stawił się w Sopocie, w wyznaczonym terminie z powodu problemów zdrowotnych (z wątrobą). 
5 lutego 2020 został zawodnikiem nowozelandzkiego Canterbury Rams.

## Osiągnięcia
Stan na 6 lutego 2020, na podstawie, o ile nie zaznaczono inaczej.
NCAA
- Mistrz:
  - NCAA (2019)
  - turnieju konferencji Atlantic Coast (ACC – 2018)
  - sezonu regularnego ACC (2018, 2019)
- Uczestnik rozgrywek:
  - Sweet 16 turnieju NCAA (2016, 2019)
  - II rundy turnieju NCAA (2016, 2017, 2019)
  - turnieju NCAA (2016–2019)
- Zaliczony do składu:
  - All-ACC Academic (2019)
  - ACC Academic Honor Roll (2019)

Reprezentacja
- Mistrz:
  - Kontynentalnego Pucharu Mistrzów Stankovicia (2013)
  - Oceanii U–16 3x3 (2012)
- Wicemistrz:
  - Oceanii (2013)
  - kwalifikacji do mistrzostw Azji (2017)
  - Oceanii U–17 (2012)
- Brązowy medalista kwalifikacji olimpijskich (2016)